# George Campbell, VI duca di Argyll
George William Campbell, VI duca di Argyll (22 settembre 1768 – Inveraray, 22 ottobre 1839), è stato un politico e nobile scozzese.

## Biografia

### I primi anni
Era il figlio maggiore di John Campbell, V duca di Argyll e di sua moglie, Elizabeth Gunning, figlia del colonnello John Gunning.

### Carriera politica
Fu deputato parlamentare per St. Germans dal 1790 al 1796. Nel 1806 successe al padre nel ducato ed è entrò nella camera dei Lord. Era signore custode del sigillo della corona di Scozia dal 1827 al 1828 e di nuovo dal 1830 al 1839. Nel 1833 entrò nel Consiglio privato. Argyll è stato anche Lord-tenente di Argyllshire (1799-1839).

## Matrimonio
Argyll sposò Caroline Elizabeth Villiers, figlia di George Villiers, IV conte di Jersey, a Edimburgo, il 29 novembre 1810. Non ebbero figli.
George morì nel mese di ottobre 1839, all'età di 71 anni al castello di Inveraray, nell'Argyllshire, e fu sepolto il 10 novembre 1839 a Kilmun, Cowal. Gli succedette suo fratello, John.